# Parkes-Verfahren
Das Parkes-Verfahren ist ein metallurgisches Trennverfahren.
Nach dem Erfinder Alexander Parkes (1842) kann das Silber aus silberhaltigem Blei durch Zink ausgezogen werden. Schmilzt man silberhaltiges Blei zusammen mit Zink, so entzieht das letztere dem Blei das Silber. Benutzt man das Zink mehrmals zum Entsilbern, so erhält man ein sehr silberreiches Zink, von dem das Zink durch Destillation getrennt wird, während das zurückbleibende Silber noch Blei enthält und abgetrieben wird. Dies geschieht durch das Verfahren des Parkesierens. Das Verfahren beruht auf der unterschiedlichen Löslichkeit von Silber und Blei in Zink. Bei Temperaturen bis 400 °C sind das dann flüssige Blei und das feste Zink praktisch nicht mischbar.
In einem ersten Prozess muss das Silber vom größten Teil des Bleis getrennt werden. Zunächst wird bei Temperaturen höher als 400 °C zum geschmolzenen Blei Zink gegeben. Danach wird die Mischung abgekühlt. Da Silber im geschmolzenen Zink leicht löslich ist, geht es in die Zinkphase über. Anschließend erstarrt die Zinkschmelze als Zinkschaum (Zink-Silber-Mischkristalle). Dadurch kann das Silber vom größten Teil des Bleis getrennt werden. Dieser Zinkschaum wird auch als Armblei bezeichnet. Er wird anschließend bis zum Schmelzpunkt des Bleis (327 °C) erhitzt, sodass ein Teil des Bleis schmilzt und entfernt werden kann. Danach wird die verbliebene Zink-Blei-Silber-Schmelze bis zum Siedepunkt des Zinks (908 °C) erhitzt und das Zink abdestilliert. Das so gewonnene Produkt wird Reichblei genannt und enthält ca. 8–12 % Silber.